# Metropolitano do Porto
O Metropolitano do Porto é a rede de transporte público ferroviária da cidade portuguesa do Porto e da sua área metropolitana administrada pela empresa Metro do Porto e que serve mais de 1 milhão de habitantes repartidos por oito municípios. É a rede de metropolitano ligeiro mais extensa de Portugal, com 70,1 quilómetros em 2024.
A rede tem 6 linhas de metropolitano ligeiro e um total de 85 estações, distribuídas por 70,1 km de linhas comerciais duplicadas, maioritariamente à superfície, com 8,3 km da rede soterrada. O Metro do Porto teve um custo médio por quilómetro de 16 milhões de Euros.
Mais de 79 milhões de passageiros foram transportados pela Metro do Porto em 2023, atingindo assim um novo recorde histórico de procura. Em 2024 volta a bater o recorde desta vez com 89,78 milhões de passageiros.
Em 2023, contabilizando 21 de anos de operação, a Metro do Porto tinha transportado mais de mil milhões de passageiros, desde que entrou em funcionamento.

## História
Tratou-se de uma iniciativa lançada no primeiro mandato do então presidente da Câmara Municipal do Porto, Fernando Gomes e por sua iniciativa. A primeira linha do Metro do Porto — ligando Senhor de Matosinhos à estação da Trindade (linha A) — foi inaugurada no dia 7 de Dezembro de 2002 pelo então primeiro-ministro Durão Barroso, circulando em regime experimental no final desse ano. Nesta primeira fase, a rede possuía apenas 11,8 km e 18 estações, todas de superfície, exceto a estação Casa da Música, sendo o antigo túnel ferroviário da Lapa, reconvertido para a rede do metro, o único percurso subterrâneo. A 5 de Junho de 2004, a linha foi estendida até ao Estádio do Dragão, pronta para o Campeonato Europeu de Futebol, o Euro 2004, que decorreu nesse ano em Portugal. A rede ganhou 3,8 km de linha e 5 novas estações no centro do Porto, em túnel subterrâneo aberto propositadamente para o metro.
Em 27 de Maio, em cerimónia presidida pelo primeiro-ministro, José Sócrates, considerou-se concluída a primeira fase da rede, com a entrada em funcionamento da linha Violeta (linha E), que passou a ligar a Baixa do Porto ao Aeroporto Francisco Sá Carneiro, sendo a primeira rede de metropolitano em Portugal a fazer tal tipo de ligação e a segunda na Península Ibérica. Esta nova linha usa o canal da linha B, acrescentando apenas 1.480 m e 3 novas estações.
O Metro tem conseguido uma adesão significativa por partes dos utentes em especial no troço Trindade-Senhora da Hora, mas também na Linha Amarela; muito devido ao tempo de espera ser bastante reduzido, muitas vezes na ordem dos 4 minutos ou menos, à articulação com a rede STCP e aos empreendimentos construídos junto das linhas da rede por toda a área metropolitana. Em 2006, após a conclusão de todas as expansões de rede da primeira fase, o metro conseguiu um aumento de 109,1% no número de utentes, chegando perto dos 40 milhões de passageiros.
A 2 de Janeiro de 2011 abre a linha F (laranja), faz a ligação entre a estação Estádio do Dragão e Fânzeres, em Gondomar.
Em 06 de maio de 2025, dia de Cortejo Académico da Universidade do Porto o Metro do Porto fixou um novo máximo absoluto em número de clientes - mais de 390 mil pessoas viajaram no metro ao longo do dia. Uma marca histórica que supera os 358 mil clientes – a 29 de novembro do ano de 2024, devido ao jogo de futebol feminino entre Portugal e a República Checa.

## Bilhética
O Metro do Porto usa um cartão com chip chamado Andante que é intermodal, podendo ser usado noutras transportadoras da Área Metropolitana do Porto, como STCP ou CP. A adopção deste cartão fez do Metro do Porto a primeira infraestrutura de transportes públicos no mundo a usar bilhetes de baixo-custo sem contacto, podendo o utente manter o cartão na bolsa ou na carteira tendo unicamente que a passar pelo scanner para validar a viagem.
Existem quatro versões do bilhete: o Andante Azul, o Andante Prateado, o Andante Tour e a aplicação Anda:
- O Andante Azul é um bilhete para viagens ocasionais e necessita de ser carregado com um determinado número de viagens, se forem carregadas 10 viagens, uma é oferecida.
- O Andante Prateado é uma assinatura mensal que permite um número ilimitado de viagens durante um mês.
- O Andante Tour é um cartão de transporte não recarregável válido por 24 ou 72 horas, dependendo da opção escolhida e permite viagens ilimitadas. Este cartão é destinado principalmente para turistas.
- A Aplicação Anda substitui os cartões físicos, otimizando todas as viagens efetuadas ao longo do mês de forma a que o utente pague o menor valor possível. Disponível para dispositivos Android com a versão 9.0 ou superior equipados com NFC e Bluetooth.

Os Andantes Azul e Prateado podem ser carregados nas caixas multibanco, nas máquinas de venda automática das estações, nas papelarias e na aplicação Anda.
O sistema do Metro do Porto funciona por zonas, sendo que o preço mais baixo a pagar é o de duas zonas, mesmo que se viaje apenas dentro de uma zona.

## Frota

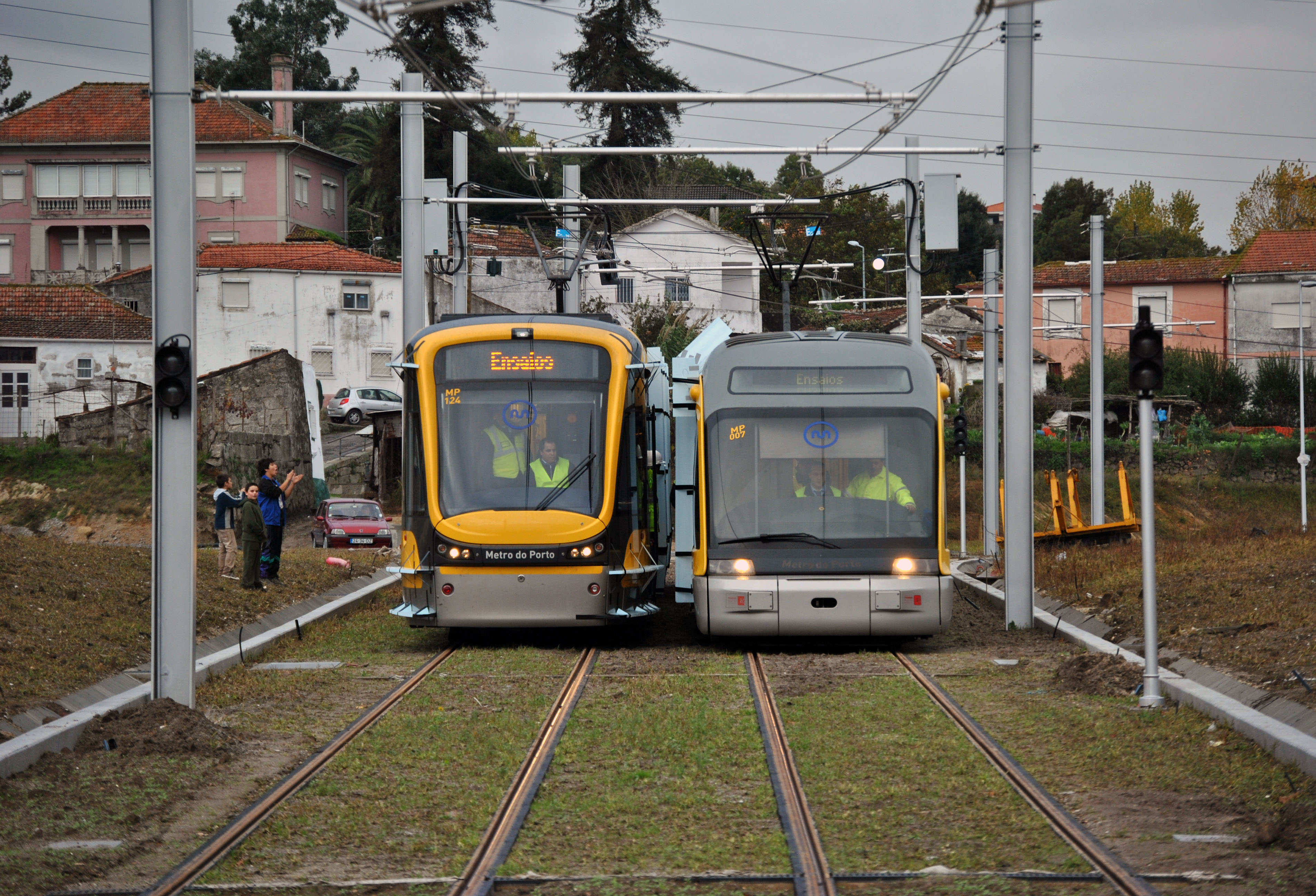
Lado-a-lado, os dois modelos modelos que serviram no M.P. na década de 2010.

O Metro do Porto dispõe de um total de 102 unidades “VLT” de dois tipos; Eurotram e Traintram, ambos do modelo Flexity, da Bombardier. São bidirecionais, tripulados por um condutor em cabina segregada, com piso rebaixado e vastas janelas, em libré amarela e preta. Em termos da sua capacidade e desempenho são mais pesados que os equivalentes de Almada (MTS) e de Lisboa (Carris).

### Flexity Outlook/Eurotram(MP001 a MP072)

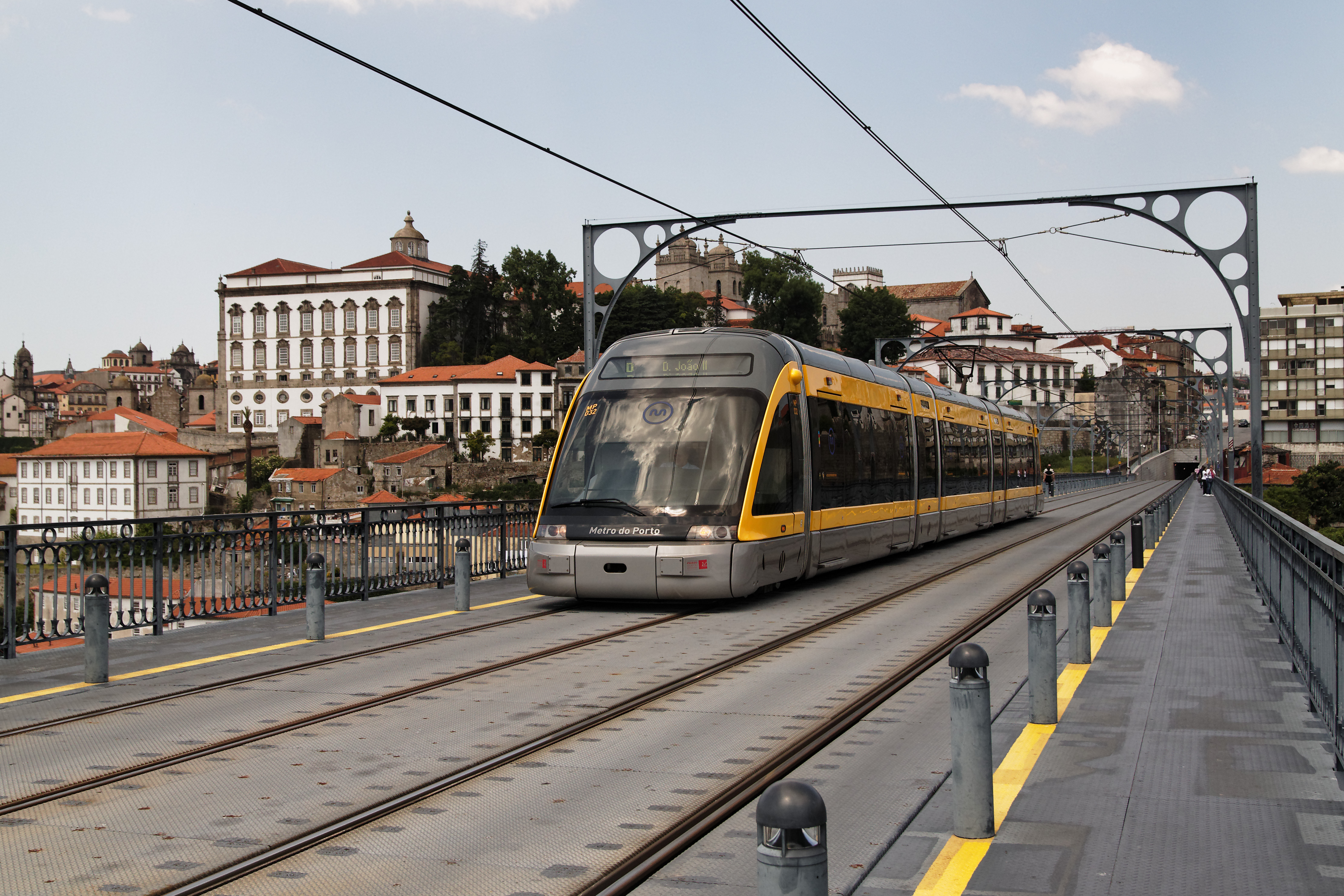
Flexity Outlook Eurotram.

Em 2002 entraram ao serviço 72 unidades Flexity Outlook Eurotram, da marca ADtranz — esta fora já adquirida pela Bombardier em 2001, mas estava ainda a satisfazer a encomenda do Metro do Porto, anterior a esta data. Esta série foi manufaturada na fábrica Sorefame da Amadora.
Cada composição mede 35 m de comprimento por 265 cm de largura, e pode atingir os 80 km/h; o piso é 100% rebaixado, tendo 80 assentos e espaço para  136 passageiros em pé.

### Flexity Swift/Traintram(MP101 a MP130)

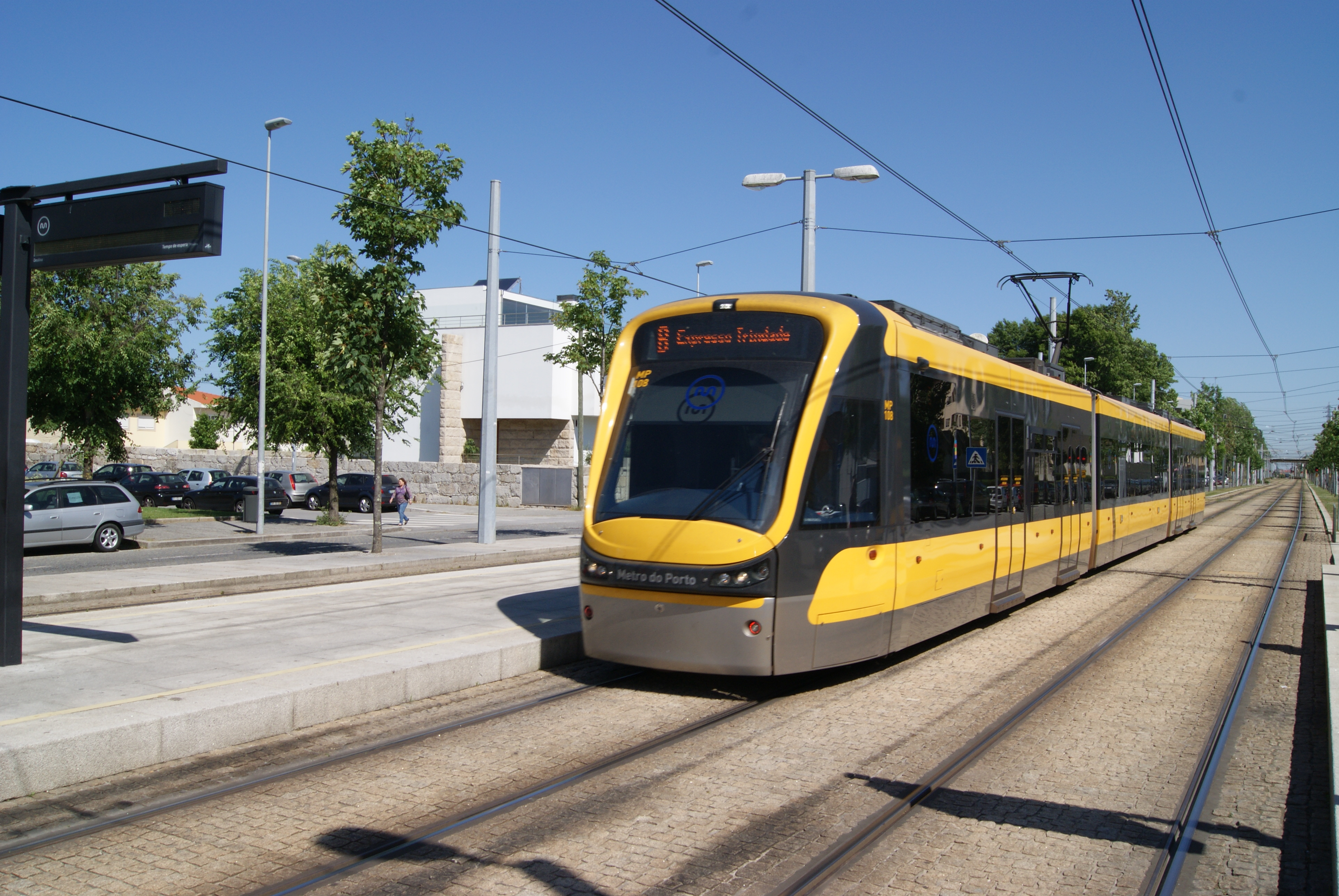
Flexity Swift “Traintram”.

Em 2010 começaram a circular 30 exemplares do Flexity Swift (também Bombardier) — veículos mais pesados, escolhidos para as circulações mais longas e/ou com paragens mais espaçadas (linhas B+Bx e C). São constituídos por três segmentos articulados, tendo o do meio dois bogies; medem no total 37 m de comprimento por 265 cm de largura, com velocidade máxima de 100 km/h; tem lugar para 100 passageiros sentados e 148 em pé num habitáculo de piso rebaixado em 70%.

### CRRC Tram(MP201 a MP218)

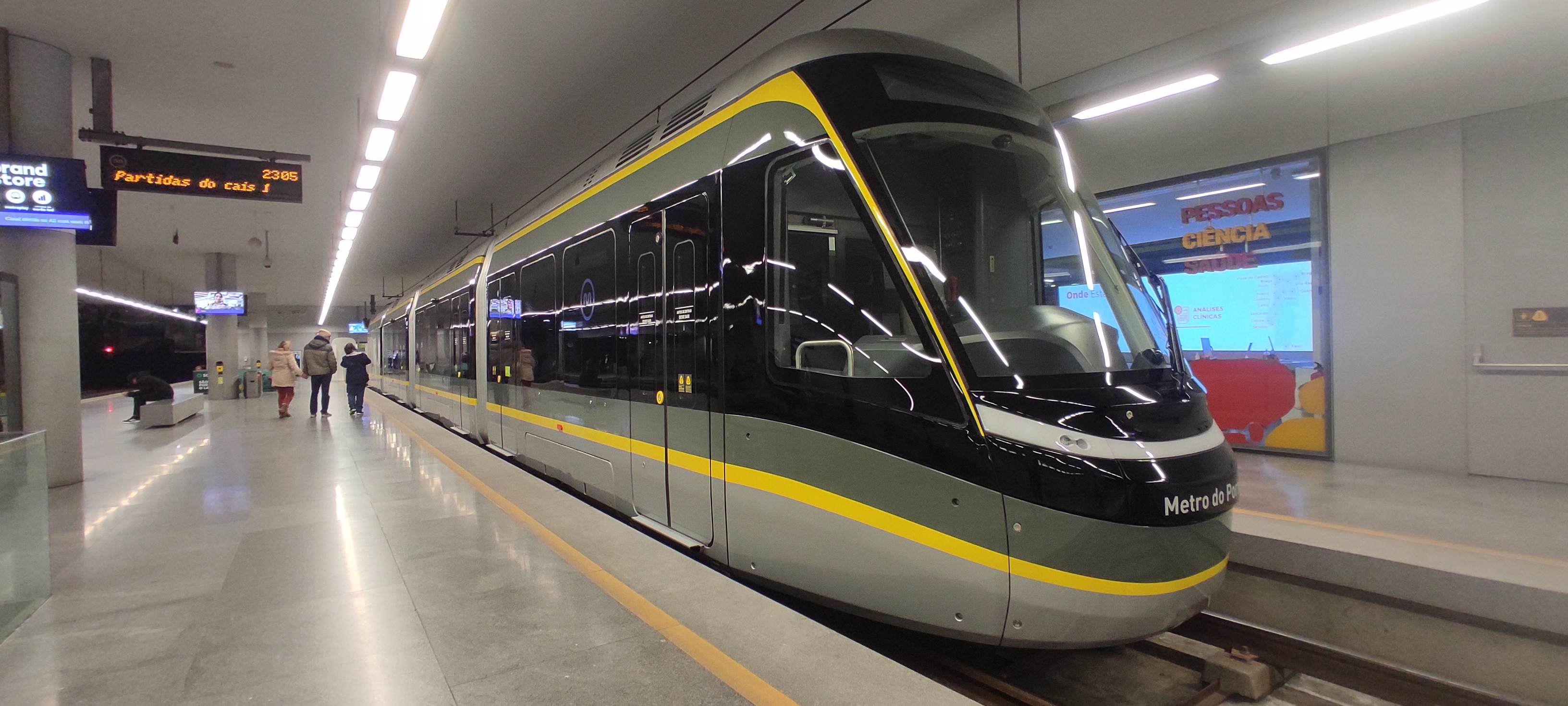
Veículo CRRC exposto no Cais 3 da estação Trindade, em Fevereiro de 2023.

Em 2020 foram adquiridos mais 18 veículos pelo preço de 49,6 milhões de euros, sendo que a primeira unidade esperada em dezembro de 2022 e as restantes até ao fim de 2023. Estes novos veículos serão vocacionados para linhas urbanas (do tipo Eurotram) ao qual o fabricante chinês C.R.R.C. Tangshan foi o escolhido, no relatório preliminar, para o fornecimento desses novos veículos. Estas unidades chegarão a tempo da conclusão da expansão da Linha Amarela. Com 35m de comprimento e especial foco na acessibilidade, estas carruagens apresentam sete portas duplas em cada lado, ao invés das seis portas do Eurotram e das quatro portas disponíveis no Traintram.
Em resultado do concurso público internacional, a Metro do Porto acaba de adjudicar 22 novos veículos à CRRC, num investimento de 69,5 milhões de euros financiado pelo Sustentável 2030 e pelo Fundo Ambiental. As novas composições vão começar a chegar ao Porto no final de 2026, antes da entrada em operação comercial da Linha Rubi, à qual estão prioritariamente destinados.

### Automotoras adieselda fase de transição

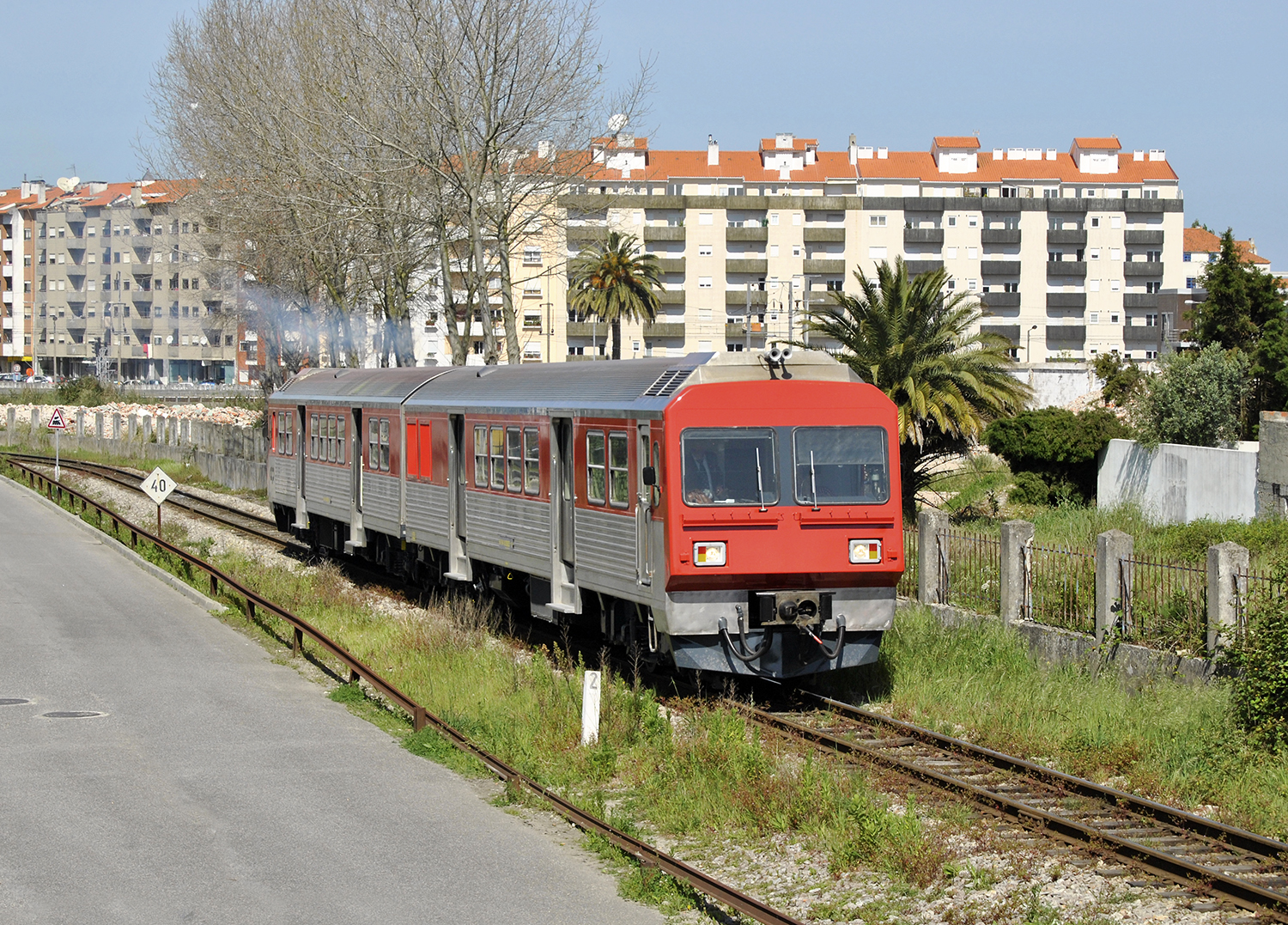
Automotora CP 9630.

Antes da conversão da rede de caminhos-de-ferro de via estreita para a nova rede de metro, e também durante a fase de transição, parte da frota de automotoras diesel de via estreita da C.P. - Comboios de Portugal esteve ao serviço da Metro do Porto SA. As automotoras da série CP 9600 da Alstom e CP 9630 da Sorefame/ABB realizaram serviço entre Trindade e Senhora da Hora e nas Linhas do Porto à Póvoa (Senhora da Hora - Póvoa de Varzim) e de Guimarães (Senhora da Hora - Trofa). Durante esta operação de transição, as automotoras da CP tiveram o logótipo da CP substituído por uma placa com a mensagem "Ao Serviço da Metro do Porto, SA". A frota de automotoras CP 9600 foi resguardada no Parque Oficinal de Guifões até serem vendidas em segunda mão para os Camarões e Argentina.

## Rede
A rede do Metro do Porto, apesar de comercialmente explorada em 6 linhas e 7 serviços, consiste topologicamente num tronco de via longitudinal (onde circulam as Linhas A+B+C+E+F) com uma via que o cruza transversalmente (para a Linha D) e um ramal de ligação sem serviço comercial (Túnel J); no lado oeste deste cruzamento quatro ramificações entroncam sucessivamente no tronco principal, o qual apresenta uma infraestrutura mais pesada na parte central, atravessada por trânsito ferroviário mais intenso. A alimentação é de 750 V em corrente contínua.
| Túnel                                             | comp.  | (de)       | (a)        | Linhas                 |
| Túnel                                             | comp.  | Construção | Construção | Linhas                 |
| ------------------------------------------------- | ------ | ---------- | ---------- | ---------------------- |
| Campanhã–Trindade                                 | 2300 m | 2000.06    | 2002.10    |                        |
| Salgueiros–Ponte                                  | 4000 m | 2002.05    | 2003.10    |                        |
| Lapa                                              | 0500 m | ?          | 1932.03    |                        |
| Túnel J                                           | 0274 m | 2002.12    | 2003.05    | —                      |
| Contumil–Rio Tinto                                | 0950 m | 2009.09    | 2010.04    |                        |
| Guindais*                                         | 090 m  | ?          | 2004.02    | Funicular dos Guindais |
| (*) gerido pelo Metro do Porto entre 2004 e 2020. |        |            |            |                        |

### Linhas e estações
| Linha    | Linha    | Terminais                                | Abertura               | Comprimento | Estações (VER) | Plataforma | Veículo                     | Validações (2024) |
| -------- | -------- | ---------------------------------------- | ---------------------- | ----------- | -------------- | ---------- | --------------------------- | ----------------- |
|          |          | Senhor de Matosinhos ⇵ Estádio do Dragão | 07 de dezembro de 2002 | 15,6 km     | 23             | 70 m       | Flexity Outlook - CRRC Tram | 4,45 milhões      |
|          |          | Póvoa de Varzim ⇵ Estádio do Dragão      | 13 de março de 2005    | 33,6 km     | 36             | 70 m       | Flexity Swift               | 4,69 milhões      |
|          |          | Muro** ⇵ Campanhã                        | 30 de junho de 2005    | 20,8 km     | 24             | 70 m       | Flexity Swift - CRRC Tram   | 3,05 milhões      |
|          |          | Hospital São João ⇵ Vila d’Este          | 18 de setembro de 2005 | 11,6 km     | 19             | 70 m       | Flexity Outlook - CRRC Tram | 28,53 milhões     |
|          |          | Aeroporto ⇵ Estádio do Dragão            | 27 de maio de 2006     | 16,7 km     | 21             | 70 m       | Flexity Outlook - CRRC Tram | 1,24 milhões      |
|          |          | Senhor de Matosinhos ⇵ Fânzeres          | 02 de janeiro de 2011  | 22,6 km     | 33             | 70 m       | Flexity Outlook - CRRC Tram | 2,67 milhões      |
|          |          | Casa da Música ⟲ São Bento               | prevista para 2026     | 2,7 km      | 4              | 70 m       | Flexity Outlook - CRRC Tram | sem dados         |
|          |          | Casa da Música ⇵ Santo Ovídio            | prevista para 2027     | 6,3 km      | 8              | 70 m       | -                           | sem dados         |
| Tr_Comum | Tr_Comum | Senhora da Hora ⇵ Estádio do Dragão      | -                      | 10,0 km     | 14             | 70 m       | -                           | 45,15 milhões     |
|          |          | Totais                                   | -                      | 70,1 km     | 85             | -          | 120                         | 89,78 milhões     |

** Prolongamento da Linha C de ISMAI até Muro abertura prevista até 2030.

## MetroBus
As obras de infraestrutura da primeira linha, Boavista-Império, foram a cargo do consórcio formado pela ACA construções e pela Alves Ribeiro e duraram de fevereiro de 2023 a agosto de 2024 mas o serviço não começou por falta de veículos. Houve atraso porque o concurso para o material circulante não considerou inicialmente a necessidade das portas ficarem do lado esquerdo e não do lado direito.
Os doze veículos articulados, de 18 metros de comprimento e capacidade para 133 pessoas, produzidos por um consórcio liderado pela Caetano Bus, eram supostos chegar no início de 2025 com ensaios a arrancar em janeiro. Agora  parece que chegarão em maio para o serviço começar no fim de junho.
O concurso da segunda fase foi travado pela justiça no verão de 2024. Entretanto, segundo a agência Lusa, o presidente da Metro do Porto, Tiago Braga, confirmou que o processo está finalmente desbloqueado. O Tribunal Administrativo e Fiscal do Porto anulou a adjudicação à empresa DST e determinou a adjudicação à empresa classificada em segundo lugar, a Alexandra Barbosa Borges (ABB), que tinha avançado com a ação judicial.
|  | Linha                    | Abertura | Comprimento | Estações | Veículo              |
|  | ------------------------ | -------- | ----------- | -------- | -------------------- |
|  | Casa da Música ⇵ Império | 2025     | 4,2 km      | 7        | autocarro articulado |
|  | Casa da Música ⇵ Anémona | 2026     | 6,0 km      | 9        | autocarro articulado |
|  | Muro ⇵ Paradela          | 2028     | 7,2 km      | 6        | autocarro articulado |

## Futuro
Encontram-se neste momento em execução dois projetos e quatro em estudo para a expansão da rede do metro:
| Linha | • ISMAI - Muro ISMAI Ribela Muro                                                                                                | Abertura: 2028              |
| Linha | • Estádio do Dragão - Souto Estádio do Dragão São Roque Cerco Lagarteiro Lagoa Valbom H. Fernando Pessoa Oliveira Martins Souto | Abertura: 2029              |
| Linha | • Estádio do Mar - IPO Estádio do Mar Senhora da Hora São Gens Xanana Gusmão Elaine Sanceau Pedra Verde São Mamede ISCAP IPO    | Abertura: Prevista até 2030 |

 • Ligação de metrobus entre a Casa da Música à Praça da Cidade do Salvador em Matosinhos.
 • Ligação de metrobus entre a freguesia de Muro e Paradela na Trofa. Esta ligação terá seis paragens ao longo dos seus 7,2 quilómetros de extensão e deverá ficar pronta até 2028.

## Polémicas
Alguns utentes têm uma visão da Metro do Porto sugerindo que é demasiado lento, demasiado caro e não pensado para servir as populações na sua origem e à falta de capacidade para servir as zonas já servidas.

### Contas do Metro
A Inspecção-Geral das Finanças concluiu em Junho de 2005 uma auditoria às contas da primeira fase do MP, tendo apurado um desvio financeiro de 140% (1,5 mil milhões de euros). Tal levou os ministros das Finanças e Obras Públicas a congelarem a segunda fase de obras. A situação deverá ser revista em Outubro de 2006, bem como o equilíbrio de forças entre o governo central e as autarquias metropolitanas do Porto.

### Hospital São João
Uma secção da Linha Amarela construída perto das universidades e do Hospital de São João tem causado grande polémica. O hospital, a Faculdade de Medicina e a Escola Superior de Enfermagem do Porto são contra o metro passar a ser à superfície numa zona tão congestionada de gente e veículos. Esta linha circula no centro da cidade em túneis, surgindo à superfície precisamente nesta área. O Metro passa exatamente à entrada da Escola Superior de Enfermagem que fica dentro do espaço do Hospital de São João, tal como a Faculdade de Medicina, e circunda parte destes edifícios.
No entanto, o impasse entre o Metro e o complexo de escolas de saúde e Hospital permaneceu e levou a que o governo não autorizasse a abertura daquela secção de linha. Por outro lado, os utentes da Linha Amarela, linha que se tem provado central para a rede do Metro tinham pedido a abertura dessas estações. Para resolver o problema, o metro procedeu ao recuo dos muros da Escola de Enfermagem e abriu o restante da linha no final do mês de Março. Para revolver a questão, o governo sugeriu uma nova linha subterrânea ligando a Senhora da Hora ao Hospital de São João enterrando desta forma as estações do hospital de São João e IPO.

### Primeira fase incompleta
Apesar da primeira fase ter sido declarada como completa, várias secções das linhas previstas para a primeira fase ficaram por concluir, nomeadamente, ISMAI - Trofa na Linha C e Póvoa de Varzim - Barreiros na Linha B. Estas fases de desenvolvimento do metro foram bloqueadas pelo governo após a auditoria às contas, o que teve repercussões a nível local. A Trofa, anteriormente com duas linhas de comboios (linha do Minho e linha de Guimarães), viu a linha de Guimarães ser desativada para alegadamente ser transformada em linha de metro, o que para já ainda não aconteceu devido à indefinição se a nova linha deveria ser em via dupla ou única. Gaia, o município mais populoso, ficou-se com apenas seis estações e a Póvoa de Varzim ficou com uma estação às portas da cidade.

### Linha da Póvoa
Aquando do lançamento da Linha F, a Comissão de Utentes da Linha da Póvoa (CULP) (nome comum para a Linha B ou vermelha) discordou com os tempos de viagem entre a Póvoa de Varzim e o Porto e o aumento elevado dos passes entre 56,8% e 96% (estudantes e idosos). Para responder a esta problemática, foram criados os passes sociais com reduções de 47% e 25% para reformados e estudantes, respectivamente. Ainda assim houve um aumento na ordem dos 50%, relativamente ao serviço de comboio.
Para contrariar os tempos, que no serviço normal, são mais demorados que o comboio fazia mesmo em meados do século XX, foi criado o serviço Expresso entre a Póvoa de Varzim e o Porto com tempos de viagem relativamente melhores. A ligação entre a Póvoa de Varzim e a Trindade, com veículos Eurotram, é de 53 minutos em serviço normal e de 44 minutos em expressos regulares de hora a hora, contrariando os 53 a 55 do serviço do comboio. O serviço expresso mostrou-se insuficiente e em meados de Março de 2009, a empresa passou a oferecer o serviço duas vezes por hora.
Para diminuir ainda mais os tempos e aumentar o conforto, foram adjudicados novos veículos, do género tram trains que estão a circular desde 2010. Estes veículos, embora aptos para circular em toda a rede (exceto na Linha A (Matosinhos), onde teriam de circular com uma velocidade muito reduzida nas curvas), irão ser utilizados preferencialmente nas linhas mais longas, como a Linha da Póvoa e a Linha do ISMAI (Maia). Estes novos veículos vão também oferecer mais lugares sentados.

## Passageiros transportados
| Passageiros transportados por ano | Passageiros transportados por ano | Passageiros transportados por ano | Passageiros transportados por ano | Passageiros transportados por ano | Passageiros transportados por ano |
| Ano                               | Total                             | Ano                               | Total                             | Ano                               | Total                             |
| --------------------------------- | --------------------------------- | --------------------------------- | --------------------------------- | --------------------------------- | --------------------------------- |
| 2003                              | 5 960 000                         | 2011                              | 55 737 000                        | 2019                              | 71 356 000                        |
| 2004                              | 9 843 039                         | 2012                              | 54 498 000                        | 2020                              | 39 386 000                        |
| 2005                              | 18 480 539                        | 2013                              | 55 931 000                        | 2021                              | 41 702 000                        |
| 2006                              | 38 637 488                        | 2014                              | 56 923 000                        | 2022                              | 65 186 000                        |
| 2007                              | 48 166 631                        | 2015                              | 57 741 000                        | 2023                              | 79 141 000                        |
| 2008                              | 51 480 735                        | 2016                              | 58 031 000                        | 2024                              | 89 780 000                        |
| 2009                              | 52 600 000                        | 2017                              | 60 593 000                        |                                   |                                   |
| 2010                              | 53 547 000                        | 2018                              | 62 649 000                        |                                   |                                   |
| Fonte: Metro do Porto             |                                   |                                   |                                   |                                   |                                   |

| Passageiros transportados por ano (2003-2024) |
|                                               |